# Alagappapuram
Alagappapuram là một thị xã panchayat của quận Kanniyakumari thuộc bang Tamil Nadu, Ấn Độ.

## Nhân khẩu
Theo điều tra dân số năm 2001 của Ấn Độ, Alagappapuram có dân số 8101 người. Phái nam chiếm 46% tổng số dân và phái nữ chiếm 54%. Alagappapuram có tỷ lệ 82% biết đọc biết viết, cao hơn tỷ lệ trung bình toàn quốc là 59,5%: tỷ lệ cho phái nam là 85%, và tỷ lệ cho phái nữ là 80%. Tại Alagappapuram, 10% dân số nhỏ hơn 6 tuổi.